# Dora Bagdassarián
Dora Bagdassarián és una notària i professora uruguaiana. Va estudiar Escrivania a la Facultat de Dret de la Universitat de la República, on va ser professora i degana. Nomenada degana per dos períodes des de 2006 al 2014, és la primera dona a ser reelegida com a degana en una institució universitària a l'Uruguai. Bagdassarián va trencar amb l'hegemonia dels partits tradicionals, que des de 1989 es van succeir al despatx del deganat de Dret.